# Авенида Ла-Плата (станция метро)
«Авенида Ла-Плата» (исп. Avenida La Plata) — станция Линии E метрополитена Буэнос-Айреса.
Станция расположена на границе городских районов Боэдо и Кабальито. Станция Авенида Ла-Плата была открыта 24 апреля 1966 года после 6 лет работ по удлинению Линии Е. До открытия станции Хосе Мария Морено 23 июля 1973 года Авенида Ла-Плата служила западной конечной остановкой Линии Е.
Название своё станция получила от улицы Ла-Плата, на перекрёстке которой с Авенидой Директорио она и расположена. Улица получила же своё название от города Ла-Плата, административного центра провинции Буэнос-Айрес.

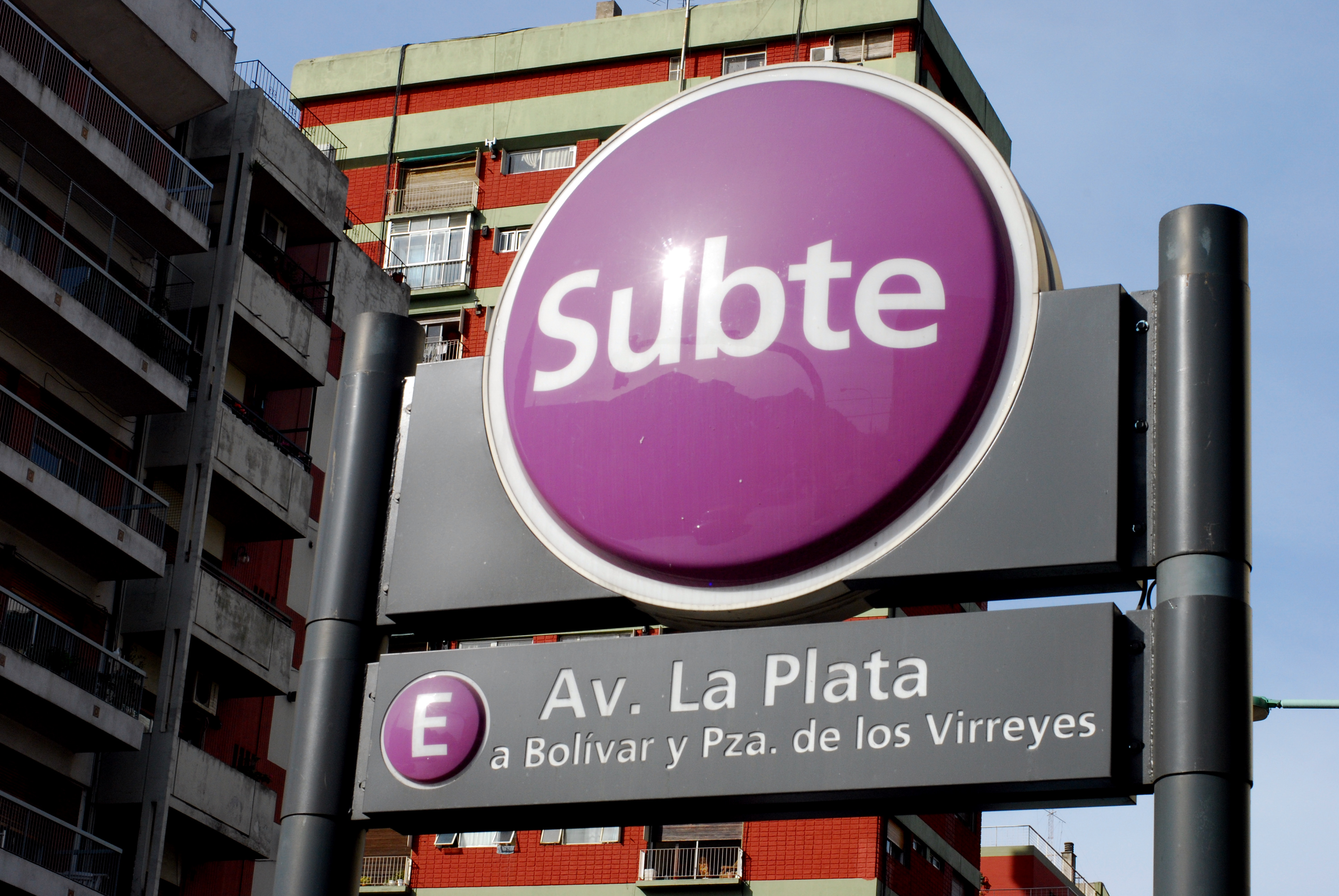
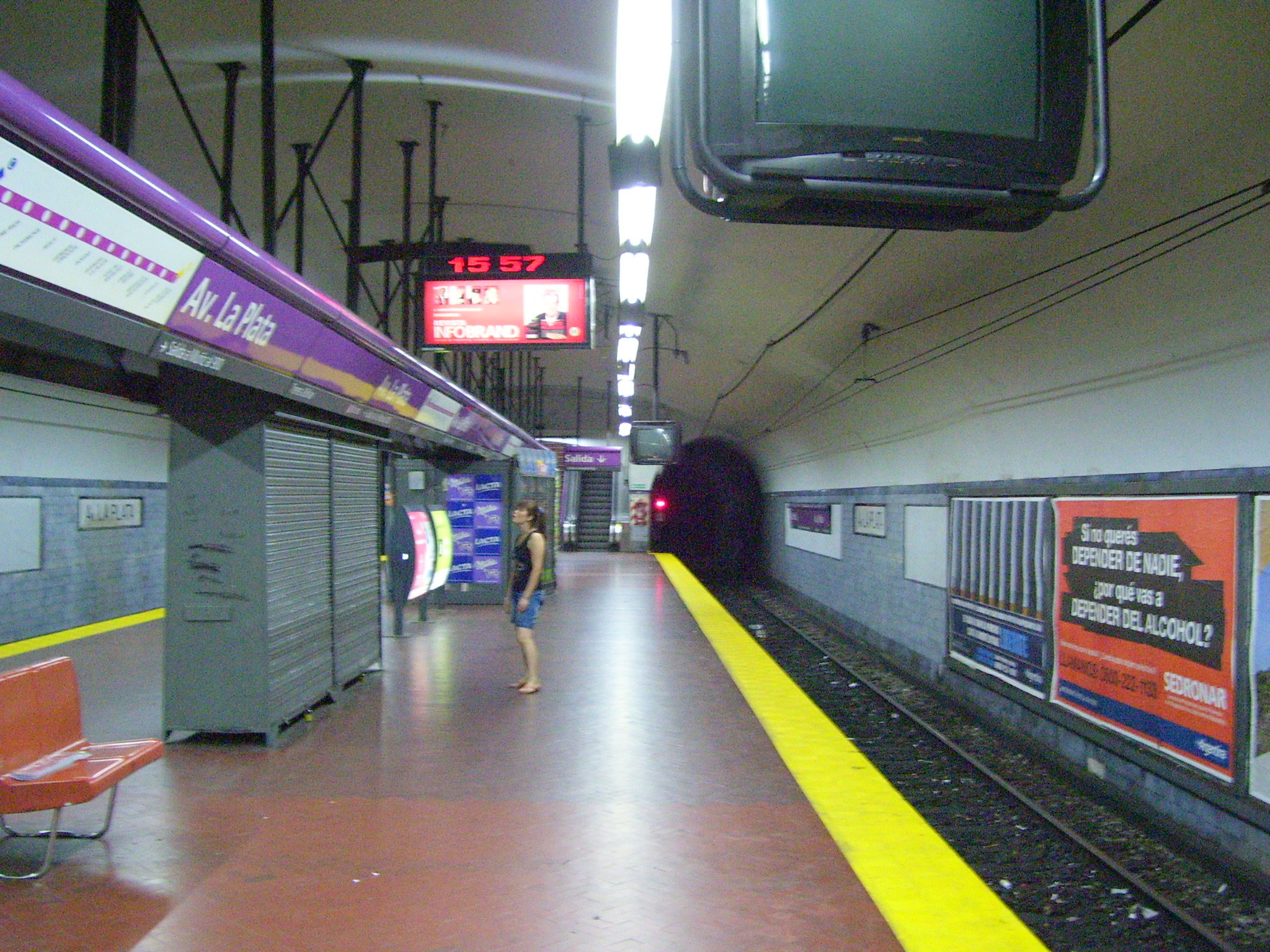
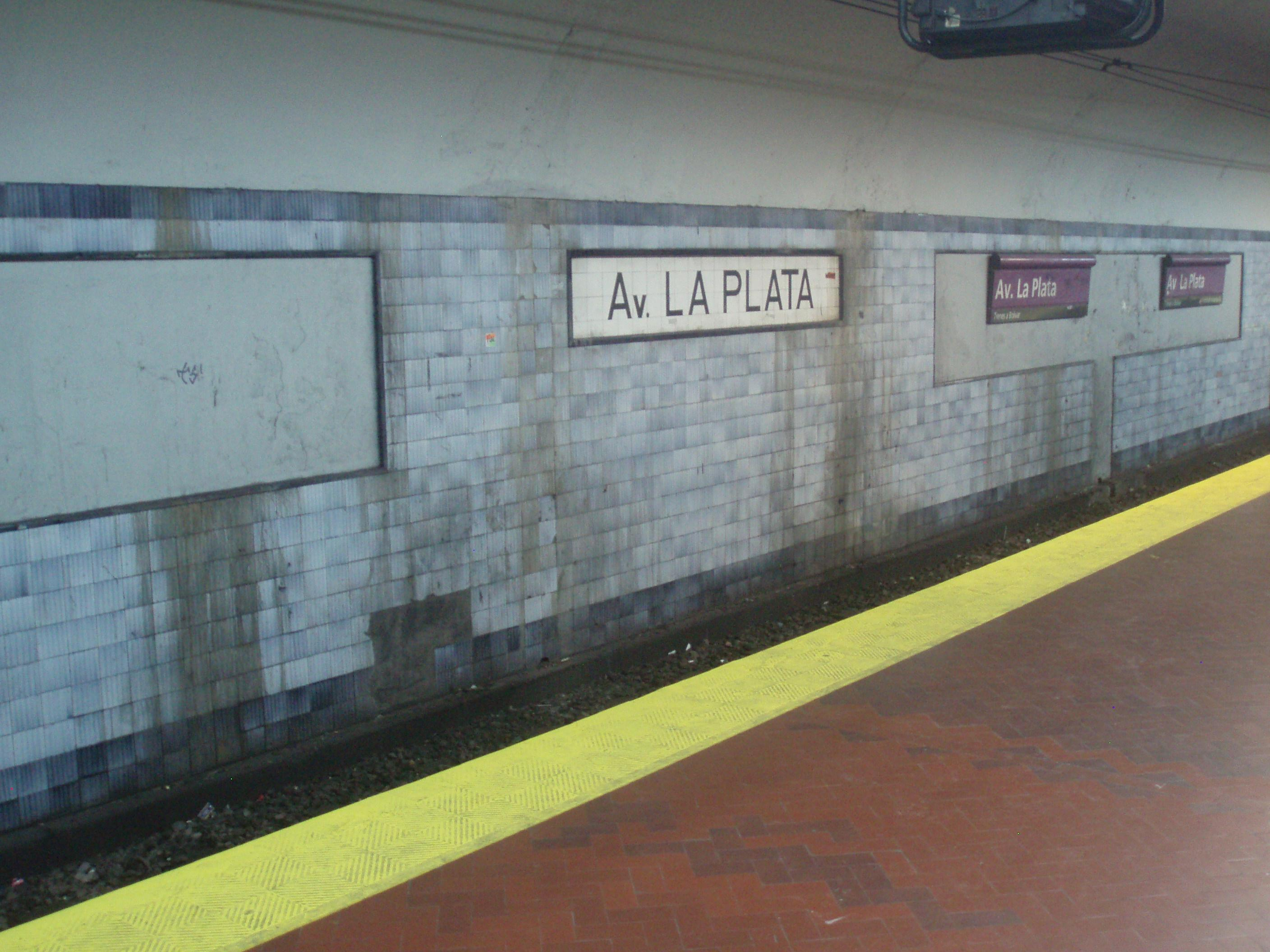